# Stiptopodius krausei
Stiptopodius krausei är en skalbaggsart som beskrevs av Branco 1991. Stiptopodius krausei ingår i släktet Stiptopodius och familjen bladhorningar. Inga underarter finns listade i Catalogue of Life.